# 시그 메이달
시그 메이달(Sig Mejdal, 1965년 12월 31일 ~ )은 미국의 세이버메트릭스 분석가이다. 현재는 볼티모어 오리올스에서 일하고 있다. 미국 항공우주국 엔지니어로 일하다 2003년 머니볼에 감명 받아 전직하였다.

## 약력
1989년 캘리포니아 대학교 데이비스에서 기계공학과 항공우주공항을 전공하고 새너제이 주립 대학교에서 운영연구 및 인지심리학 석사 학위를 받았다. 록히드 마틴과 미국항공우주국에서 생체물리학자로 일했다. 2005년부터 세인트루이스 카디널스에서 세이버메트릭스 분석가로 경력을 시작하였다. 2012년부터는 휴스턴 애스트로스에서 마이크 엘리어스 단장의 특별보좌역으로 일했으며, 2018년 11월 엘리어스 단장을 따라 볼티모어 오리올스로 이적했다.